# Wilfred Hudson Osgood
Wilfred Hudson Osgood (ur. 8 grudnia 1875, zm. 20 czerwca 1947) – amerykański zoolog.
Osgood pracował jako biolog w Amerykańskim Departamencie Rolnictwa od 1897 do 1909. Następnie przeniósł się do Field Museum of Natural History w Chicago, gdzie w latach 1909–1921 był asystentem kuratora działu ssaków i ornitologii, zaś w latach 1921 do 1940 kuratorem działu zoologii. Powiększał zbiory o okazy z Ameryki Północnej i Chile. W 1920 roku podróżował z Louisem Agassiz Fuertes do Etiopii. Napisał Ssaki Chile (1923) i był współautorem pozycji: Artysta i przyrodnik w Etiopii (1936).

## Publikacje
- The Mammals of Chile (1923)
- Artist and Naturalist in Ethiopia (1936)